# Elecciones provinciales de Santa Cruz de 2019
Las elecciones generales de la provincia de Santa Cruz de 2019 tuvieron lugar el 11 de agosto, al mismo tiempo que las elecciones primarias, abiertas, simultáneas y obligatorias (PASO) para las elecciones presidenciales. Se debe elegir, por medio del sistema de doble voto simultáneo, al gobernador y vicegobernador de la provincia, así como renovar las 24 bancas de la Cámara de Diputados provincial, 15 intendentes municipales, 5 comisionados de fomento y 77 concejales para el período 2019-2023. Los comicios se realizarán con varios desfases entre las elecciones para autoridades provinciales y municipales, aunque serán los primeros comicios provinciales del año 2019 en coincidir con una elección nacional.

## Diputados por municipio
| Distrito                    | Localidades incluidas                                                                              |
| --------------------------- | -------------------------------------------------------------------------------------------------- |
| 28 de Noviembre             | - 28 de Noviembre                                                                                  |
| Caleta Olivia               | - Caleta Olivia - Cañadón Seco - Estancia Cañadón Seco y Caleta Olivia                             |
| Comandante Luis Piedrabuena | - Comandante Luis Piedrabuena - Estancia Comandante Luis Piedrabuena                               |
| El Calafate                 | - El Calafate - Tres Lagos - El Chaltén                                                            |
| Gobernador Gregores         | - Gobernador Gregores - Estancia Gobernador Gregores - Tamel Aike                                  |
| Las Heras                   | - Las Heras - Estancia Las Heras                                                                   |
| Los Antiguos                | - Los Antiguos - Lago Posadas                                                                      |
| Perito Moreno               | - Perito Moreno - Estancia Perito Moreno - Bajo Caracoles                                          |
| Pico Truncado               | - Pico Truncado - Estancia Pico Truncado y Koluel Kayke - Gobernador Moyano - Jaramillo y Fitz Roy |
| Puerto Deseado              | - Puerto Deseado - Estancia Puerto Deseado                                                         |
| Puerto San Julián           | - Puerto San Julián - Estancia Puerto San Julián                                                   |
| Puerto Santa Cruz           | - Puerto Santa Cruz - Estancia Puerto Santa Cruz                                                   |
| Río Gallegos                | - Río Gallegos - Estancia Río Gallegos - Esperanza                                                 |
| Río Turbio                  | - Río Turbio - Estancia Río Turbio                                                                 |

## Candidatos
| Logo                    | Logo | Partido/Alianza                              | Partido/Alianza     | Candidato a gobernador | Candidato a gobernador | Candidato a vicegobernador |
| ----------------------- | ---- | -------------------------------------------- | ------------------- | ---------------------- | ---------------------- | -------------------------- |
|                         |      | Acuerdo Santacruceño                         |                     |                        | Alicia Kirchner        | Eugenio Quiroga            |
| Nace una Esperanza      |      |                                              | Javier Belloni      | Connie Naves           |                        |                            |
| SER Santa Cruz          |      |                                              | Claudio Vidal       | Mijael Harasic         |                        |                            |
|                         |      | Para Salir Adelante                          |                     |                        | Eduardo Costa          | Liliana Andrade            |
| Moveremos Santa Cruz    |      |                                              | José María Carambia | Alberto Barroso        |                        |                            |
| Socialismo Santacruceño |      |                                              | Omar Fernández      | María Belén Tapia      |                        |                            |
| Alternativa Federal     |      |                                              | José Blassiotto     | Oscar Nani             |                        |                            |
| Defensores del Cambio   |      |                                              | Antonio Tomasso     | Fanny Barrera          |                        |                            |
| Fe Santa Cruz           |      |                                              | Daniel Vidal        | Carlos Gómez           |                        |                            |
| Encuentro Ciudadano     |      |                                              | Gabriela Mestelán   | Andrés Felipe Pérez    |                        |                            |
|                         |      | Santa Cruz Somos Todos                       |                     |                        | Daniel Peralta         | Laura Córdoba              |
|                         |      | Frente de Izquierda y de Trabajadores-Unidad |                     |                        | Omar Latini            | Claudio Wasquin            |
|                         |      | Movimiento al Socialismo                     |                     |                        | Paula Nauto            | Jorge Jesús Mariano        |

## Resultados

### Gobernador y vicegobernador
| Lema                                  | Lema                                         | Sublema               | Fórmula               | Fórmula               | Sublema               | Sublema               | Lema    | Lema  |
| Lema                                  | Lema                                         | Sublema               | Gobernador            | Vicegobernador        | Votos                 | %                     | Votos   | %     |
| ------------------------------------- | -------------------------------------------- | --------------------- | --------------------- | --------------------- | --------------------- | --------------------- | ------- | ----- |
|                                       | Frente de Todos                              | Acuerdo Santacruceño  | Alicia Kirchner       | Eugenio Quiroga       | 36.563                | 38,96                 | 93.846  | 58,59 |
| Nace una Esperanza                    | Frente de Todos                              | Javier Belloni        | Connie Naves          | 32.658                | 34,80                 |                       | 93.846  | 58,59 |
| Somos Energía para Renovar Santa Cruz | Frente de Todos                              | Claudio Vidal         | Mijael Harasic        | 24.625                | 26,24                 |                       | 93.846  | 58,59 |
|                                       | Nueva Santa Cruz                             | Para Salir Adelante   | Eduardo Raúl Costa    | Liliana Andrade       | 25.983                | 50,64                 | 51.307  | 32,03 |
| Moveremos Santa Cruz                  | Nueva Santa Cruz                             | José María Carambia   | Alberto Barroso       | 9.506                 | 18,53                 |                       | 51.307  | 32,03 |
| Encuentro Ciudadano                   | Nueva Santa Cruz                             | Gabriela Mestelán     | Andrés Felipe Pérez   | 8.546                 | 16,66                 |                       | 51.307  | 32,03 |
| Socialismo Santacruceño               | Nueva Santa Cruz                             | Omar Fernández        | María Belén Tapia     | 2.956                 | 5,76                  |                       | 51.307  | 32,03 |
| Alternativa Federal                   | Nueva Santa Cruz                             | José Blassiotto       | Oscar Nani            | 2.359                 | 4,60                  |                       | 51.307  | 32,03 |
| Fe Santa Cruz                         | Nueva Santa Cruz                             | Daniel Vidal          | Carlos Gómez          | 1.202                 | 2,34                  |                       | 51.307  | 32,03 |
| Defensores del Cambio                 | Nueva Santa Cruz                             | Antonio Tomasso       | Fanny Barrera         | 755                   | 1,47                  |                       | 51.307  | 32,03 |
|                                       | Santa Cruz Somos Todos                       | —                     | Daniel Peralta        | Laura Córdoba         | —                     | —                     | 11.004  | 6,87  |
|                                       | Frente de Izquierda y de Trabajadores-Unidad | —                     | Omar Latini           | Claudio Wasquin       | —                     | —                     | 3.574   | 2,23  |
|                                       | Movimiento al Socialismo                     | —                     | Paula Nauto           | Jorge Jesús Mariano   | —                     | —                     | 447     | 0,28  |
| Votos afirmativos                     | Votos afirmativos                            | Votos afirmativos     | Votos afirmativos     | Votos afirmativos     | Votos afirmativos     | Votos afirmativos     | 160.178 | 88,94 |
| Votos en blanco                       | Votos en blanco                              | Votos en blanco       | Votos en blanco       | Votos en blanco       | Votos en blanco       | Votos en blanco       | 16.934  | 9,40  |
| Votos anulados                        | Votos anulados                               | Votos anulados        | Votos anulados        | Votos anulados        | Votos anulados        | Votos anulados        | 2.982   | 1,66  |
| Participación                         | Participación                                | Participación         | Participación         | Participación         | Participación         | Participación         | 180.094 | 71,46 |
| Electores registrados                 | Electores registrados                        | Electores registrados | Electores registrados | Electores registrados | Electores registrados | Electores registrados | 252.031 | 100   |
| Fuente:                               |                                              |                       |                       |                       |                       |                       |         |       |

### Cámara de Diputados
| Lema                               | Lema                                         | Sublema | Diputado provincial | Diputado provincial   | Diputado provincial   | Diputado provincial   | Diputado provincial | Diputado provincial | Diputado provincial | Diputado por municipio | Diputado por municipio | Diputado por municipio | Bancas totales |
| Lema                               | Lema                                         | Sublema | Sublema | Sublema               | Sublema               | Sublema               | Lema                | Lema                | Lema                | Lema                   | Lema                   | Lema                   | Bancas totales |
| Lema                               | Lema                                         | Sublema | Candidatos | Votos                 | %                     | Bancas                | Votos               | %                   | Bancas              | Votos                  | %                      | Bancas                 | Bancas totales |
| ---------------------------------- | -------------------------------------------- | --- | --- | --------------------- | --------------------- | --------------------- | ------------------- | ------------------- | ------------------- | ---------------------- | ---------------------- | ---------------------- | -------------- |
|                                    | Frente de Todos                              | Acuerdo Santacruceño | Ver candidatos: 1. Pablo Miguel Ángel Grasso 2. María Rocío García 3. Martín Luciano Chávez 4. María Esther Labado 5. Horacio Matías Mazú 6. Rosana del Valle Larcher 7. José Julián Carrizo 8. Antonia Elida Pérez 9. Alberto Mariano Perrone Lutri 10. Alejandra Beatriz Pérez Osuna | 36.003                | 44,03                 | 3/6                   | 81.771              | 57,40               | 6/10                | 86.453                 | 58,17                  | 14/14                  | 20/24          |
| Nace una Esperanza                 | Frente de Todos                              | Ver candidatos: 1. Jorge Mario Arabel 2. Laura Elisa Hindie 3. Alejandro Marcelo Leal 4. Norma Cecilia Cabas 5. Flavio René Oyarzún 6. Iris Noemí Casas Casas 7. Jorge Adolfo Turinetto 8. Silvia Haydee Bull 9. Eduardo Aníbal Franco Pérez 10. Evarista Delgado                                            | 26.238 | 32,09                 | 2/6                   |                       | 81.771              | 57,40               | 6/10                | 86.453                 | 58,17                  | 14/14                  | 20/24          |
| SER Santa Cruz                     | Frente de Todos                              | Ver candidatos: 1. José Luis Garrido 2. Iris Adriana Rasgido 3. Fernando Omar Españón 4. Jazmín María Victorina Macchiavelli 5. Juan Domingo Zenón Cabrera 6. Mariela Queduman 7. Carlos Raúl Paredes 8. Cecilia Yanet Cortés 9. Osvaldo Francisco Pérez 10. Lorena Beatriz Pampillón                        | 19.530 | 23,88                 | 1/6                   |                       | 81.771              | 57,40               | 6/10                | 86.453                 | 58,17                  | 14/14                  | 20/24          |
|                                    | Nueva Santa Cruz                             | Para Salir Adelante | Ver candidatos: 1. Daniel Alberto Roquel 2. Nadia Lorena Ricci 3. César Guatti 4. Susana Toledo 5. Rubén Delagdo 6. Isabel Ampuero 7. Marcelo Leonidas Vinett 8. Silvia Carolina Dubles 9. Juan Carlos Cerda 10. Camila Treffinger Cienfuegos                                          | 10.641                | 22,24                 | 2/4                   | 47.855              | 33,59               | 4/10                | 49.650                 | 33,41                  | 0/14                   | 4/24           |
| Encuentro Ciudadano                | Nueva Santa Cruz                             | Ver candidatos: 1. Javier Ignacio Pérez Gallart 2. Margaret Andrea Guevara 3. Marcelo Renato Lillo 4. Ethel Zunilda Torres 5. Gabriel Esteban Oliva 6. Alicia Adriana Paz 7. Hugo Bernardo Jerez 8. Lidia Ester Coney 9. Mario Horacio Trovatto 10. Sandra Susana Carruthers                                 | 7.280 | 15,21                 | 1/4                   |                       | 47.855              | 33,59               | 4/10                | 49.650                 | 33,41                  | 0/14                   | 4/24           |
| Moveremos Santa Cruz               | Nueva Santa Cruz                             | Ver candidatos: 1. Evaristo Alfredo Ruiz 2. Matilde Maidana 3. Juan Carlos Quilogran 4. Rosana Andrea Yapura 5. Juan Rubén Basiglio 6. Evenlyn Antonella Demarchi 7. Jorge Andrés Rebolledo Barriento 8. Sandra Angélica Córdoba 9. Miguel Hugo Piloñeta 10. Evelin Noelia Gómez                             | 7.041 | 14,71                 | 1/4                   |                       | 47.855              | 33,59               | 4/10                | 49.650                 | 33,41                  | 0/14                   | 4/24           |
| Compromiso por Santa Cruz          | Nueva Santa Cruz                             | Ver candidatos: 1. José Alberto Lozano 2. Paula Agostina Obaya 3. Marcelo Fabián Olivieri 4. Silvia Beatriz Martínez 5. Rodolfo Fermín Novelle 6. Mirna Yanina Larrosa 7. Ramón Rolando González 8. Mirta Noemí Almirón 9. Marco Antonio Inclan 10. Marta Lorena Cocha                                       | 5.127 | 10,71                 | —                     |                       | 47.855              | 33,59               | 4/10                | 49.650                 | 33,41                  | 0/14                   | 4/24           |
| Coalición por una Nueva Santa Cruz | Nueva Santa Cruz                             | Ver candidatos: 1. Pedro Segundo Muñoz 2. Mariana Estela Olmos 3. Mario Oscar Nicoliche 4. Vanessa Mariana Posse 5. Eduardo Horacio Delia 6. Norma Beatriz Gallardo 7. Juan Ramón Ganga 8. Andrea Gisela Agullo 9. Manuel Edison Piris Sandoval 10. María Alejandra Montiel                                  | 4.919 | 10,28                 | —                     |                       | 47.855              | 33,59               | 4/10                | 49.650                 | 33,41                  | 0/14                   | 4/24           |
| Socialismo Santacruceño            | Nueva Santa Cruz                             | Ver candidatos: 1. Sergio Daniel Bucci 2. María Fernanda Reyes 3. Oscar Rosario Salto 4. Mirta Azucena Lucero 5. Alex Alberto Sanzana 6. Melisa Alejandra Bordón 7. Marcelo Gabriel Randazzo 8. Susana Rosa Ponce 9. Juan Paulo Fernández 10. Felisa Inés Vargas                                             | 4.607 | 9,63                  | —                     |                       | 47.855              | 33,59               | 4/10                | 49.650                 | 33,41                  | 0/14                   | 4/24           |
| Consenso Santa Cruz                | Nueva Santa Cruz                             | Ver candidatos: 1. Ítalo José Bringas 2. Sandra Isabel Lucena 3. Carlos Alberto Díaz 4. Norma Beatriz Rodríguez 5. Juan Manuel Sánchez 6. Antonia Benicia Ponce 7. Sebastián Emanuel Gamin 8. Roxana Alejandra Mendoza Huenuman 9. Martín Alejo Nahueltripay 10. Mónica Cristina Paillaleve                  | 2.460 | 5,14                  | —                     |                       | 47.855              | 33,59               | 4/10                | 49.650                 | 33,41                  | 0/14                   | 4/24           |
| Somos Santa Cruz                   | Nueva Santa Cruz                             | Ver candidatos: 1. Pedro Alejandro Valenzuela 2. Hilaria Yanina Figueredo 3. Iván Alexander Searez 4. Andrea Graciela Condori 5. Mario José Iglesias 6. Stefanía Ayelén Mascareño Millalonco 7. Omar Ángel Allendes 8. Yesica Eliana Marlene Coronel 9. Gustavo Alberto Rodríguez 10. Yolanda Inés Rodríguez | 2.098 | 4,38                  | —                     |                       | 47.855              | 33,59               | 4/10                | 49.650                 | 33,41                  | 0/14                   | 4/24           |
| Alternativa Federal                | Nueva Santa Cruz                             | Ver candidatos: 1. José Blassiotto 2. Fernanda Tisera del Pozo 3. Luis Antonio Navarro 4. Ramona Rosalía Alfaro 5. Roberto Ignacio Brown 6. Verónica Salomé Ordóñez 7. Juan Eduardo Oyarzún 8. Laura Andrea Cárdenas 9. Adrián Eduardo Rapetti 10. Andrea Beatriz Bartoli                                    | 1.893 | 3,96                  | —                     |                       | 47.855              | 33,59               | 4/10                | 49.650                 | 33,41                  | 0/14                   | 4/24           |
| Fe Santa Cruz                      | Nueva Santa Cruz                             | Ver candidatos: 1. Miguel Ángel Velarde 2. Ingrid Antonia Bueno 3. Silvio Walter Acosta 4. Sonia Noemí Woldrik 5. Pablo D. Miranda 6. Jessica Natalia Ricote 7. Andrés Alejandro Pérez 8. Daiana Soledad Viusen 9. Diego Martín Alonso Ojeda 10. Priscila Blasco                                             | 959 | 2,00                  | —                     |                       | 47.855              | 33,59               | 4/10                | 49.650                 | 33,41                  | 0/14                   | 4/24           |
| Defensores del Cambio              | Nueva Santa Cruz                             | Ver candidatos: 1. Horacio Alberto Padin 2. Evangelina Piva 3. Víctor Aníbal Agüero 4. María Elena González 5. Daniel Oscar Antiman 6. Nancy Inés Brunetti 7. Néstor Omar Gallardo 8. Sandra Mónica Bereterbide 9. Kevin Exequiel Quintos 10. Joana Nadia Malecki                                            | 830 | 1,73                  | —                     |                       | 47.855              | 33,59               | 4/10                | 49.650                 | 33,41                  | 0/14                   | 4/24           |
|                                    | Santa Cruz Somos Todos                       | — | Ver candidatos: 1. Gabriela Alejandra Peralta 2. Héctor Marcelo Magallán 3. Bernarda Gloria Barria 4. Héctor Fabián Camporro 5. Ana María Parejas 6. Alejandro Hernán Lugo 7. Ayelén Gutiérrez 8. Fernando Aureliano Avendaño 9. Rosa Irene Peracca 10. Luis Armando López             | —                     | —                     | —                     | 8.086               | 5,68                |                     | 8.570                  | 5,77                   |                        |                |
|                                    | Frente de Izquierda y de Trabajadores-Unidad | — | Ver candidatos: 1. Miguel Ángel del Plá 2. Adriana Astolfo 3. Emilio Poliak 4. Rosa Ivana Nazer Tabares 5. Damián Esteban Gallego 6. Milagros de los Ángeles Cárdenas 7. Javier Emilio Balcazar 8. María Celeste Alarcón 9. Mario Alejandro Monti 10. Lía del Carmen Santillán         | —                     | —                     | —                     | 4.141               | 2,91                | 3.939               | 2,65                   |                        |                        |                |
|                                    | Movimiento al Socialismo                     | — | Ver candidatos: 1. Sofía Verónica Nemirosky 2. Jorge Jesús Mariano 3. Florencia Anahí Galleguillo 4. Gustavo Daniel Nauto 5. Nitza Maquena Campos 6. Germán Leonel Carrizo 7. Micaela Alejandra Aguilar 8. Gustavo Nicolás Sáez 9. Yanina Paola Flores 10. Leonardo Nicolás Morales    | —                     | —                     | —                     | 617                 | 1,51                | —                   | —                      |                        |                        |                |
| Votos afirmativos                  | Votos afirmativos                            | Votos afirmativos | Votos afirmativos | Votos afirmativos     | Votos afirmativos     | Votos afirmativos     | 142.470             | 79,11               | 148.612             | 82,52                  |                        |                        |                |
| Votos en blanco                    | Votos en blanco                              | Votos en blanco | Votos en blanco | Votos en blanco       | Votos en blanco       | Votos en blanco       | 34.904              | 19,38               | 28.484              | 15,82                  |                        |                        |                |
| Votos anulados                     | Votos anulados                               | Votos anulados | Votos anulados | Votos anulados        | Votos anulados        | Votos anulados        | 2.720               | 1,51                | 2.998               | 1,66                   |                        |                        |                |
| Participación                      | Participación                                | Participación | Participación | Participación         | Participación         | Participación         | 180.094             | 71,46               | 180.094             | 71,46                  |                        |                        |                |
| Electores registrados              | Electores registrados                        | Electores registrados | Electores registrados | Electores registrados | Electores registrados | Electores registrados | 252.031             | 100                 | 252.031             | 100                    |                        |                        |                |
| Fuente:                            |                                              | | |                       |                       |                       |                     |                     |                     |                        |                        |                        |                |

#### Resultados por municipios
| 28 de Noviembre 1 Diputado              | 28 de Noviembre 1 Diputado                   | 28 de Noviembre 1 Diputado        | 28 de Noviembre 1 Diputado         | 28 de Noviembre 1 Diputado | 28 de Noviembre 1 Diputado | 28 de Noviembre 1 Diputado | 28 de Noviembre 1 Diputado |
| Lema                                    | Lema                                         | Sublema                           | Candidato                          | Sublema                    | Sublema                    | Lema                       | Lema                       |
| Lema                                    | Lema                                         | Sublema                           | Candidato                          | Votos                      | %                          | Votos                      | %                          |
| --------------------------------------- | -------------------------------------------- | --------------------------------- | ---------------------------------- | -------------------------- | -------------------------- | -------------------------- | -------------------------- |
|                                         | Frente de Todos                              | 28 Avanza                         | Hugo René Garay                    | 1.117                      | 32,02                      | 3.488                      | 78,31                      |
| Somos Energía para Renovar Santa Cruz   | Frente de Todos                              | Elba Lorena Ponce                 | 1.046                              | 29,99                      |                            | 3.488                      | 78,31                      |
| Sentimiento Peronista                   | Frente de Todos                              | Víctor Mario Lavie                | 985                                | 28,24                      |                            | 3.488                      | 78,31                      |
| Militancia Peronista                    | Frente de Todos                              | Javier Alberto Delgado            | 340                                | 9,75                       |                            | 3.488                      | 78,31                      |
|                                         | Nueva Santa Cruz                             | 28 para Todos                     | Tito Javier Lamas                  | 348                        | 51,71                      | 673                        | 15,11                      |
| Sol para Todos                          | Nueva Santa Cruz                             | Oscar Alfredo López               | 135                                | 20,06                      |                            | 673                        | 15,11                      |
| Sumá tu Voz                             | Nueva Santa Cruz                             | Lucas Ezequiel Gaitán Pérez       | 53                                 | 7,88                       |                            | 673                        | 15,11                      |
| Socialismo Santacruceño                 | Nueva Santa Cruz                             | Ricardo Adrián Pavón              | 48                                 | 7,13                       |                            | 673                        | 15,11                      |
| Alternativa para 28                     | Nueva Santa Cruz                             | Sebastián Esteban Caliva          | 44                                 | 6,54                       |                            | 673                        | 15,11                      |
| Juntos por 28                           | Nueva Santa Cruz                             | Yesica Romina Cerezo              | 28                                 | 4,16                       |                            | 673                        | 15,11                      |
| 28 Quiere Estar Mejor                   | Nueva Santa Cruz                             | Nicolás Miguel Ángel Pérez        | 17                                 | 2,53                       |                            | 673                        | 15,11                      |
|                                         | Santa Cruz Somos Todos                       | Prosperidad, Presente y Futuro    | Gabriel Ernesto Torrengo           | —                          | —                          | 234                        | 5,25                       |
|                                         | Frente de Izquierda y de Trabajadores-Unidad | —                                 | Samanta Varina Galván              | —                          | —                          | 59                         | 1,32                       |
| Votos afirmativos                       | Votos afirmativos                            | Votos afirmativos                 | Votos afirmativos                  | Votos afirmativos          | Votos afirmativos          | 4.454                      | 86,10                      |
| Votos en blanco                         | Votos en blanco                              | Votos en blanco                   | Votos en blanco                    | Votos en blanco            | Votos en blanco            | 665                        | 12,86                      |
| Votos nulos                             | Votos nulos                                  | Votos nulos                       | Votos nulos                        | Votos nulos                | Votos nulos                | 54                         | 1,04                       |
| Participación                           | Participación                                | Participación                     | Participación                      | Participación              | Participación              | 5.173                      | 69,87                      |
| Electores registrados                   | Electores registrados                        | Electores registrados             | Electores registrados              | Electores registrados      | Electores registrados      | 7.404                      | 100                        |
| Caleta Olivia 1 Diputado                |                                              |                                   |                                    |                            |                            |                            |                            |
| Lema                                    | Lema                                         | Sublema                           | Candidato                          | Sublema                    | Sublema                    | Lema                       | Lema                       |
| Lema                                    | Lema                                         | Sublema                           | Candidato                          | Votos                      | %                          | Votos                      | %                          |
|                                         | Frente de Todos                              | Desarrollo Caletense              | Ferando Fabio Cotillo              | 4.855                      | 32,94                      | 14.739                     | 55,96                      |
| Energía para el Futuro Santa Cruz       | Frente de Todos                              | Diego Reinaldo Morales            | 1.495                              | 10,14                      |                            | 14.739                     | 55,96                      |
| En Marcha Santa Cruz                    | Frente de Todos                              | Lisandro Javier Navarrete         | 1.456                              | 9,88                       |                            | 14.739                     | 55,96                      |
| Adelante Santa Cruz                     | Frente de Todos                              | José Manuel Córdoba               | 1.326                              | 9,00                       |                            | 14.739                     | 55,96                      |
| Con Fuerza Santa Cruz                   | Frente de Todos                              | Antonio Ernesto Quiroga           | 1.170                              | 7,94                       |                            | 14.739                     | 55,96                      |
| Caleta Productiva                       | Frente de Todos                              | Sandra Liliana Díaz               | 917                                | 6,22                       |                            | 14.739                     | 55,96                      |
| Caleta al Desarrollo                    | Frente de Todos                              | María de la Paz Salinas           | 856                                | 5,81                       |                            | 14.739                     | 55,96                      |
| Nace una Esperanza en Caleta Olivia     | Frente de Todos                              | Pedro Marcelino Galarza           | 778                                | 5,28                       |                            | 14.739                     | 55,96                      |
| Por Siempre Caleta                      | Frente de Todos                              | Paula Ofelia González             | 726                                | 4,93                       |                            | 14.739                     | 55,96                      |
| Caleta Puede Más                        | Frente de Todos                              | Alejo Luis Cabana                 | 645                                | 4,38                       |                            | 14.739                     | 55,96                      |
| Siempre Caleta Olivia                   | Frente de Todos                              | Gerardo Drewniak                  | 515                                | 3,49                       |                            | 14.739                     | 55,96                      |
|                                         | Nueva Santa Cruz                             | Integración Ciudadana             | Gerardi Vicente Terraz             | 3.365                      | 33,99                      | 9.900                      | 37,59                      |
| Tu Espacio en Encuentro Ciudadano       | Nueva Santa Cruz                             | Mariano Nieto                     | 1.961                              | 19,81                      |                            | 9.900                      | 37,59                      |
| Con Vos                                 | Nueva Santa Cruz                             | Segundo Solano Gómez              | 966                                | 9,76                       |                            | 9.900                      | 37,59                      |
| Defensores Caleta Olivia                | Nueva Santa Cruz                             | María Natividad Behm              | 918                                | 9,27                       |                            | 9.900                      | 37,59                      |
| Consenso Caleta Olivia                  | Nueva Santa Cruz                             | Guillermo Claudio Ritondale       | 858                                | 8,67                       |                            | 9.900                      | 37,59                      |
| Construyendo Caleta                     | Nueva Santa Cruz                             | José W. Avellaneda Flores         | 677                                | 6,84                       |                            | 9.900                      | 37,59                      |
| Militancia Activa                       | Nueva Santa Cruz                             | Edgardo Ariel Rivera              | 677                                | 6,84                       |                            | 9.900                      | 37,59                      |
| Defensores del Cambio Caleta Olivia     | Nueva Santa Cruz                             | José Luis Longo                   | 210                                | 2,12                       |                            | 9.900                      | 37,59                      |
| Participación Ciudadana                 | Nueva Santa Cruz                             | Laura Beatriz Grau                | 135                                | 1,36                       |                            | 9.900                      | 37,59                      |
| Sol para Todos                          | Nueva Santa Cruz                             | Alberto Mario González            | 133                                | 1,34                       |                            | 9.900                      | 37,59                      |
|                                         | Frente de Izquierda y de Trabajadores-Unidad | —                                 | Álvaro David Santana               | —                          | —                          | 1.126                      | 4,28                       |
|                                         | Santa Cruz Somos Todos                       | Caleta Somos Todos                | Ana Taila Tenorio Santana          | 360                        | 62,72                      | 574                        | 2,18                       |
| Fuerza Caleta                           | Santa Cruz Somos Todos                       | Magdalena Herminda Arias          | 214                                | 37,28                      |                            | 574                        | 2,18                       |
| Votos afirmativos                       | Votos afirmativos                            | Votos afirmativos                 | Votos afirmativos                  | Votos afirmativos          | Votos afirmativos          | 26.339                     | 81,39                      |
| Votos en blanco                         | Votos en blanco                              | Votos en blanco                   | Votos en blanco                    | Votos en blanco            | Votos en blanco            | 5.332                      | 16,48                      |
| Votos nulos                             | Votos nulos                                  | Votos nulos                       | Votos nulos                        | Votos nulos                | Votos nulos                | 690                        | 2,13                       |
| Participación                           | Participación                                | Participación                     | Participación                      | Participación              | Participación              | 32.361                     | 71,67                      |
| Electores registrados                   | Electores registrados                        | Electores registrados             | Electores registrados              | Electores registrados      | Electores registrados      | 45.154                     | 100                        |
| Comandante Luis Piedrabuena 1 Diputado  |                                              |                                   |                                    |                            |                            |                            |                            |
| Lema                                    | Lema                                         | Sublema                           | Candidato                          | Sublema                    | Sublema                    | Lema                       | Lema                       |
| Lema                                    | Lema                                         | Sublema                           | Candidato                          | Votos                      | %                          | Votos                      | %                          |
|                                         | Frente de Todos                              | Primero Piedrabuena               | José Ramón Bodlovic                | —                          | —                          | 2.100                      | 51,98                      |
|                                         | Santa Cruz Somos Todos                       | Todos Podemos                     | Rodrigo Fabrizio Suárez            | 1.062                      | 86,48                      | 1.228                      | 30,40                      |
| Piedrabuena Somos Todos                 | Santa Cruz Somos Todos                       | Mirta Alejandra Guardo            | 166                                | 13,52                      |                            | 1.228                      | 30,40                      |
|                                         | Nueva Santa Cruz                             | Compromiso por Piedrabuena        | Damián Marco A. Feu                | 500                        | 70,22                      | 712                        | 17,62                      |
| Encuentro Ciudadano                     | Nueva Santa Cruz                             | Fernando Luis Gallo               | 91                                 | 12,78                      |                            | 712                        | 17,62                      |
| Sol para Todos                          | Nueva Santa Cruz                             | Leonardo Adrián N. Fernández      | 81                                 | 11,38                      |                            | 712                        | 17,62                      |
| Coalición por una Nueva Piedrabuena     | Nueva Santa Cruz                             | Silvana Valeria Galván Longo      | 40                                 | 5,62                       |                            | 712                        | 17,62                      |
| Votos afirmativos                       | Votos afirmativos                            | Votos afirmativos                 | Votos afirmativos                  | Votos afirmativos          | Votos afirmativos          | 4.040                      | 80,62                      |
| Votos en blanco                         | Votos en blanco                              | Votos en blanco                   | Votos en blanco                    | Votos en blanco            | Votos en blanco            | 917                        | 18,30                      |
| Votos nulos                             | Votos nulos                                  | Votos nulos                       | Votos nulos                        | Votos nulos                | Votos nulos                | 54                         | 1,08                       |
| Participación                           | Participación                                | Participación                     | Participación                      | Participación              | Participación              | 5.011                      | 73,79                      |
| Electores registrados                   | Electores registrados                        | Electores registrados             | Electores registrados              | Electores registrados      | Electores registrados      | 6.791                      | 100                        |
| El Calafate 1 Diputado                  |                                              |                                   |                                    |                            |                            |                            |                            |
| Lema                                    | Lema                                         | Sublema                           | Candidato                          | Sublema                    | Sublema                    | Lema                       | Lema                       |
| Lema                                    | Lema                                         | Sublema                           | Candidato                          | Votos                      | %                          | Votos                      | %                          |
|                                         | Frente de Todos                              | Nace una Esperanza                | Juan Manuel Miñones                | 7.200                      | 79,88                      | 9.014                      | 79,89                      |
| Entre Todos El Calafate                 | Frente de Todos                              | Verónica Paola de Cristofaro      | 917                                | 10,17                      |                            | 9.014                      | 79,89                      |
| Primero El Calafate                     | Frente de Todos                              | Néstor Andrés Tico                | 268                                | 2,97                       |                            | 9.014                      | 79,89                      |
| Somos Energía para Renovar Santa Cruz   | Frente de Todos                              | Oscar Héctor Zamora               | 138                                | 1,53                       |                            | 9.014                      | 79,89                      |
| Unidos por Calafate                     | Frente de Todos                              | María Rocío Campos Álvarez        | 491                                | 5,45                       |                            | 9.014                      | 79,89                      |
|                                         | Nueva Santa Cruz                             | Adelante Calafate                 | Miguel Santiago Rodríguez          | 552                        | 27,71                      | 1.992                      | 17,65                      |
| Nuevo Calafate Encuentro Ciudadano      | Nueva Santa Cruz                             | Carlos Fernando Djeordjian        | 368                                | 18,48                      |                            | 1.992                      | 17,65                      |
| Juntos por Calafate                     | Nueva Santa Cruz                             | Romina Solange Bazán              | 352                                | 17,67                      |                            | 1.992                      | 17,65                      |
| Socialismo Santacruceño                 | Nueva Santa Cruz                             | Herán Andrés Romero               | 173                                | 8,68                       |                            | 1.992                      | 17,65                      |
| Equipo Plural                           | Nueva Santa Cruz                             | Reinaldo Andrés Zella             | 161                                | 8,08                       |                            | 1.992                      | 17,65                      |
| Compromiso Vecinal                      | Nueva Santa Cruz                             | Higinio Saucedo                   | 106                                | 5,32                       |                            | 1.992                      | 17,65                      |
| Sol para Todos                          | Nueva Santa Cruz                             | Salomón Aleuy                     | 101                                | 5,07                       |                            | 1.992                      | 17,65                      |
| Defensores del Cambio Calafate          | Nueva Santa Cruz                             | Héctor Orlando López              | 98                                 | 4,92                       |                            | 1.992                      | 17,65                      |
| Espacio Cristiano                       | Nueva Santa Cruz                             | Tomás Zucarelli Hermohen          | 81                                 | 4,07                       |                            | 1.992                      | 17,65                      |
|                                         | Frente de Izquierda y de Trabajadores-Unidad | —                                 | Mariana Alejandra Azzolin          | —                          | —                          | 173                        | 1,53                       |
|                                         | Santa Cruz Somos Todos                       | —                                 | Carlos Sebastián Staut             | —                          | —                          | 104                        | 0,92                       |
| Votos afirmativos                       | Votos afirmativos                            | Votos afirmativos                 | Votos afirmativos                  | Votos afirmativos          | Votos afirmativos          | 11.283                     | 86,52                      |
| Votos en blanco                         | Votos en blanco                              | Votos en blanco                   | Votos en blanco                    | Votos en blanco            | Votos en blanco            | 1.600                      | 12,27                      |
| Votos nulos                             | Votos nulos                                  | Votos nulos                       | Votos nulos                        | Votos nulos                | Votos nulos                | 158                        | 1,21                       |
| Participación                           | Participación                                | Participación                     | Participación                      | Participación              | Participación              | 13.041                     | 66,51                      |
| Electores registrados                   | Electores registrados                        | Electores registrados             | Electores registrados              | Electores registrados      | Electores registrados      | 19.609                     | 100                        |
| Gobernador Gregores 1 Diputado          |                                              |                                   |                                    |                            |                            |                            |                            |
| Lema                                    | Lema                                         | Sublema                           | Candidato                          | Sublema                    | Sublema                    | Lema                       | Lema                       |
| Lema                                    | Lema                                         | Sublema                           | Candidato                          | Votos                      | %                          | Votos                      | %                          |
|                                         | Frente de Todos                              | Juntos por Gregores               | Claudio Alejandrino Barría Peralta | 826                        | 49,11                      | 1.682                      | 70,70                      |
| Nuevo Horizonte                         | Frente de Todos                              | Tomás Eduardo Aguirres            | 349                                | 20,75                      |                            | 1.682                      | 70,70                      |
| Unidos por Santa Cruz                   | Frente de Todos                              | Claudio Fabián Fidalgo Sepúlveda  | 307                                | 18,25                      |                            | 1.682                      | 70,70                      |
| Somos Energía para Renovar Santa Cruz   | Frente de Todos                              | Carola Alejandra Ybarra           | 200                                | 11,89                      |                            | 1.682                      | 70,70                      |
|                                         | Nueva Santa Cruz                             | Compromiso por el Pueblo          | Carina Judith Bosso                | 168                        | 48,70                      | 345                        | 14,50                      |
| Por un Gregores Mejor                   | Nueva Santa Cruz                             | Marcelo Hugo Serafini             | 104                                | 30,14                      |                            | 345                        | 14,50                      |
| Proyecto Porvenir                       | Nueva Santa Cruz                             | Julio César Coronel               | 73                                 | 21,16                      |                            | 345                        | 14,50                      |
|                                         | Santa Cruz Somos Todos                       | Todos por Gregores                | Jorge Antonio Poklepovic           | 106                        | 53,00                      | 200                        | 8,41                       |
| Hasta la Victoria Siempre               | Santa Cruz Somos Todos                       | Mateo Delfín Velásquez Paredes    | 94                                 | 47,00                      |                            | 200                        | 8,41                       |
|                                         | Frente de Izquierda y de Trabajadores-Unidad | —                                 | Pablo Fernando Lombroni Tabares    | —                          | —                          | 152                        | 6,39                       |
| Votos afirmativos                       | Votos afirmativos                            | Votos afirmativos                 | Votos afirmativos                  | Votos afirmativos          | Votos afirmativos          | 2.379                      | 87,88                      |
| Votos en blanco                         | Votos en blanco                              | Votos en blanco                   | Votos en blanco                    | Votos en blanco            | Votos en blanco            | 297                        | 10,97                      |
| Votos nulos                             | Votos nulos                                  | Votos nulos                       | Votos nulos                        | Votos nulos                | Votos nulos                | 31                         | 1,15                       |
| Participación                           | Participación                                | Participación                     | Participación                      | Participación              | Participación              | 2.707                      | 72,17                      |
| Electores registrados                   | Electores registrados                        | Electores registrados             | Electores registrados              | Electores registrados      | Electores registrados      | 3.751                      | 100                        |
| Las Heras 1 Diputado                    |                                              |                                   |                                    |                            |                            |                            |                            |
| Lema                                    | Lema                                         | Sublema                           | Candidato                          | Sublema                    | Sublema                    | Lema                       | Lema                       |
| Lema                                    | Lema                                         | Sublema                           | Candidato                          | Votos                      | %                          | Votos                      | %                          |
|                                         | Frente de Todos                              | Unidos para Renovar Santa Cruz    | Hernán Ariel Elorrieta             | 1.421                      | 22,77                      | 6.240                      | 63,58                      |
| En Marcha Santa Cruz                    | Frente de Todos                              | Gustavo J. Antecao                | 973                                | 15,59                      |                            | 6.240                      | 63,58                      |
| Construyamos Juntos                     | Frente de Todos                              | Laura Bilbao                      | 943                                | 15,11                      |                            | 6.240                      | 63,58                      |
| Patria Justicialista                    | Frente de Todos                              | Roxana Karina Totino Soto         | 830                                | 13,30                      |                            | 6.240                      | 63,58                      |
| Nace una Esperanza Las Heras            | Frente de Todos                              | José Gabriel Vázquez              | 646                                | 10,35                      |                            | 6.240                      | 63,58                      |
| Arriba Las Heras                        | Frente de Todos                              | Néstor Omar Hernández             | 623                                | 9,98                       |                            | 6.240                      | 63,58                      |
| Desarrollo Las Heras                    | Frente de Todos                              | Jorge Horacio Farías              | 499                                | 8,00                       |                            | 6.240                      | 63,58                      |
| Construyendo Kolina                     | Frente de Todos                              | Víctor Hugo Álvarez               | 305                                | 4,89                       |                            | 6.240                      | 63,58                      |
|                                         | Nueva Santa Cruz                             | Moveremos Santa Cruz              | Javier Santiago Jara               | 2.073                      | 61,84                      | 3.352                      | 34,16                      |
| Consenso Las Heras                      | Nueva Santa Cruz                             | María Candela Pittacolo           | 495                                | 14,77                      |                            | 3.352                      | 34,16                      |
| Nuevo Tiempo                            | Nueva Santa Cruz                             | Justino Adolfo Ogas               | 461                                | 13,75                      |                            | 3.352                      | 34,16                      |
| Alternativa Federal Las Heras           | Nueva Santa Cruz                             | Oscar Ángel Nani                  | 176                                | 5,25                       |                            | 3.352                      | 34,16                      |
| Defensores Las Heras                    | Nueva Santa Cruz                             | Cynthia Eliana Galera             | 75                                 | 2,24                       |                            | 3.352                      | 34,16                      |
| Socialismo Santacruceño                 | Nueva Santa Cruz                             | Susana Beatriz Pérez              | 72                                 | 2,15                       |                            | 3.352                      | 34,16                      |
|                                         | Frente de Izquierda y de Trabajadores-Unidad | —                                 | Eduardo Valdivia                   | —                          | —                          | 143                        | 1,46                       |
|                                         | Santa Cruz Somos Todos                       | Juventud Progresista Lasherense   | Pedro Mauricio Rodríguez           | 55                         | 69,62                      | 79                         | 0,80                       |
| Militancia y Compromiso                 | Santa Cruz Somos Todos                       | Daiana Elisabet Guilqueruca       | 24                                 | 30,38                      |                            | 79                         | 0,80                       |
| Las Heras Avanza                        | Santa Cruz Somos Todos                       | Orfilia Rosalía Haro              | 0                                  | 0,00                       |                            | 79                         | 0,80                       |
| Votos afirmativos                       | Votos afirmativos                            | Votos afirmativos                 | Votos afirmativos                  | Votos afirmativos          | Votos afirmativos          | 9.814                      | 77,52                      |
| Votos en blanco                         | Votos en blanco                              | Votos en blanco                   | Votos en blanco                    | Votos en blanco            | Votos en blanco            | 2.680                      | 21,17                      |
| Votos nulos                             | Votos nulos                                  | Votos nulos                       | Votos nulos                        | Votos nulos                | Votos nulos                | 166                        | 1,31                       |
| Participación                           | Participación                                | Participación                     | Participación                      | Participación              | Participación              | 12.660                     | 71,58                      |
| Electores registrados                   | Electores registrados                        | Electores registrados             | Electores registrados              | Electores registrados      | Electores registrados      | 17.686                     | 100                        |
| Los Antiguos 1 Diputado                 |                                              |                                   |                                    |                            |                            |                            |                            |
| Lema                                    | Lema                                         | Sublema                           | Candidato                          | Sublema                    | Sublema                    | Lema                       | Lema                       |
| Lema                                    | Lema                                         | Sublema                           | Candidato                          | Votos                      | %                          | Votos                      | %                          |
|                                         | Frente de Todos                              | Todos por Los Antiguos            | César Adriel Ormeño                | 760                        | 42,91                      | 1.771                      | 75,30                      |
| Mirando Los Antiguos con el Corazón     | Frente de Todos                              | Héctor Fabio Jomñuk               | 433                                | 24,45                      |                            | 1.771                      | 75,30                      |
| Unidos por Santa Cruz                   | Frente de Todos                              | Amador Conrado González           | 330                                | 18,63                      |                            | 1.771                      | 75,30                      |
| Somos Energía para Renovar Santa Cruz   | Frente de Todos                              | Carlos Abraham Méndez             | 138                                | 7,79                       |                            | 1.771                      | 75,30                      |
| Desarrollo Los Antiguos                 | Frente de Todos                              | Patricia Viviana Arela            | 110                                | 6,21                       |                            | 1.771                      | 75,30                      |
|                                         | Nueva Santa Cruz                             | Nuevo Los Antiguos                | Walter Treffinger Fugellie         | 204                        | 48,11                      | 424                        | 18,03                      |
| Encuentro Ciudadano                     | Nueva Santa Cruz                             | Alberto Reinaldo Méndez           | 116                                | 27,36                      |                            | 424                        | 18,03                      |
| Progreso para 2 Pueblos                 | Nueva Santa Cruz                             | Viviana Beatriz Castillo          | 55                                 | 12,97                      |                            | 424                        | 18,03                      |
| Unidos por el Pueblo                    | Nueva Santa Cruz                             | Alfredo René Agüero               | 33                                 | 7,78                       |                            | 424                        | 18,03                      |
| Socialismo Santacruceño                 | Nueva Santa Cruz                             | Félix Alenciano                   | 16                                 | 3,77                       |                            | 424                        | 18,03                      |
|                                         | Santa Cruz Somos Todos                       | Por la Decencia y la Honestidad   | Oscar Segundo González             | 36                         | 45,00                      | 80                         | 3,40                       |
| Por la Dignidad de Lago Posadas         | Santa Cruz Somos Todos                       | María Cristina Villar Hernández   | 25                                 | 31,25                      |                            | 80                         | 3,40                       |
| Con Todos Podemos                       | Santa Cruz Somos Todos                       | Juan Escande                      | 19                                 | 23,75                      |                            | 80                         | 3,40                       |
|                                         | Frente de Izquierda y de Trabajadores-Unidad | —                                 | Luciana Pamela Méndez              | —                          | —                          | 77                         | 3,27                       |
| Votos afirmativos                       | Votos afirmativos                            | Votos afirmativos                 | Votos afirmativos                  | Votos afirmativos          | Votos afirmativos          | 2.352                      | 88,82                      |
| Votos en blanco                         | Votos en blanco                              | Votos en blanco                   | Votos en blanco                    | Votos en blanco            | Votos en blanco            | 266                        | 10,05                      |
| Votos nulos                             | Votos nulos                                  | Votos nulos                       | Votos nulos                        | Votos nulos                | Votos nulos                | 30                         | 1,13                       |
| Participación                           | Participación                                | Participación                     | Participación                      | Participación              | Participación              | 2.648                      | 69,12                      |
| Electores registrados                   | Electores registrados                        | Electores registrados             | Electores registrados              | Electores registrados      | Electores registrados      | 3.831                      | 100                        |
| Perito Moreno 1 Diputado                |                                              |                                   |                                    |                            |                            |                            |                            |
| Lema                                    | Lema                                         | Sublema                           | Candidato                          | Sublema                    | Sublema                    | Lema                       | Lema                       |
| Lema                                    | Lema                                         | Sublema                           | Candidato                          | Votos                      | %                          | Votos                      | %                          |
|                                         | Frente de Todos                              | Fuerza y Compromiso Peritense     | Guillermo Ricardo Bilardo Castillo | 767                        | 32,71                      | 2.345                      | 66,17                      |
| Siempre Perito Moreno                   | Frente de Todos                              | Claudio Gayet                     | 563                                | 24,01                      |                            | 2.345                      | 66,17                      |
| Somos Energía para Renovar Santa Cruz   | Frente de Todos                              | Silvina Valeria Casarini          | 483                                | 20,60                      |                            | 2.345                      | 66,17                      |
| Todos por Perito                        | Frente de Todos                              | Javier Francisco Ceferino Flores  | 340                                | 14,50                      |                            | 2.345                      | 66,17                      |
| Nace una Esperanza Perito Moreno        | Frente de Todos                              | María Angélica López              | 127                                | 5,42                       |                            | 2.345                      | 66,17                      |
| Unidos por Santa Cruz                   | Frente de Todos                              | Héctor Silvio Torres Osses        | 65                                 | 1,83                       |                            | 2.345                      | 66,17                      |
|                                         | Nueva Santa Cruz                             | Sumar para Crecer                 | Adriana Margot Sanhueza            | 437                        | 51,11                      | 855                        | 24,13                      |
| Nuevo Perito Moreno                     | Nueva Santa Cruz                             | Víctor Gustavo Cabrera            | 187                                | 21,87                      |                            | 855                        | 24,13                      |
| Juntos por Perito                       | Nueva Santa Cruz                             | Carlos Enrique Mariqueo           | 121                                | 14,15                      |                            | 855                        | 24,13                      |
| Sumá tu Voz                             | Nueva Santa Cruz                             | Herminia Esther Aleuy             | 110                                | 12,87                      |                            | 855                        | 24,13                      |
|                                         | Frente de Izquierda y de Trabajadores-Unidad | —                                 | Florencio Alberto Uribe Vásquez    | —                          | —                          | 244                        | 6,88                       |
|                                         | Santa Cruz Somos Todos                       | Perito Avanza                     | Juan Pablo Gravino Amadeo          | 68                         | 68,00                      | 100                        | 2,82                       |
| Santa Cruz para Todos                   | Santa Cruz Somos Todos                       | Julia Edith Ávila                 | 32                                 | 32,00                      |                            | 100                        | 2,82                       |
| Votos afirmativos                       | Votos afirmativos                            | Votos afirmativos                 | Votos afirmativos                  | Votos afirmativos          | Votos afirmativos          | 3.544                      | 85,67                      |
| Votos en blanco                         | Votos en blanco                              | Votos en blanco                   | Votos en blanco                    | Votos en blanco            | Votos en blanco            | 541                        | 13,08                      |
| Votos nulos                             | Votos nulos                                  | Votos nulos                       | Votos nulos                        | Votos nulos                | Votos nulos                | 52                         | 1,26                       |
| Participación                           | Participación                                | Participación                     | Participación                      | Participación              | Participación              | 4.137                      | 67,37                      |
| Electores registrados                   | Electores registrados                        | Electores registrados             | Electores registrados              | Electores registrados      | Electores registrados      | 6.141                      | 100                        |
| Pico Truncado 1 Diputado                |                                              |                                   |                                    |                            |                            |                            |                            |
| Lema                                    | Lema                                         | Sublema                           | Candidato                          | Sublema                    | Sublema                    | Lema                       | Lema                       |
| Lema                                    | Lema                                         | Sublema                           | Candidato                          | Votos                      | %                          | Votos                      | %                          |
|                                         | Frente de Todos                              | En Marcha Santa Cruz              | Miguel Enrique Farías              | 1.833                      | 27,31                      | 6.713                      | 60,76                      |
| Primero Pico Truncado                   | Frente de Todos                              | Osvaldo Rubén Maimo               | 1.658                              | 24,70                      |                            | 6.713                      | 60,76                      |
| Truncado Hacelo Posible                 | Frente de Todos                              | Patricia Mónica Viejo             | 1.035                              | 15,42                      |                            | 6.713                      | 60,76                      |
| Nace una Esperanza en Truncado          | Frente de Todos                              | Mauricio Esteban Coliboro         | 654                                | 9,74                       |                            | 6.713                      | 60,76                      |
| Ensperanza Truncadense                  | Frente de Todos                              | José Emilio Huiscay               | 574                                | 8,55                       |                            | 6.713                      | 60,76                      |
| Refundar Santa Cruz                     | Frente de Todos                              | Javier Eduardo Corvalán           | 462                                | 6,88                       |                            | 6.713                      | 60,76                      |
| Ak Hay Equipo                           | Frente de Todos                              | Leonardo Gabriel Barragán         | 257                                | 3,83                       |                            | 6.713                      | 60,76                      |
| Justicialismo y Dignidad                | Frente de Todos                              | Diego Alberto Alonso              | 240                                | 3,58                       |                            | 6.713                      | 60,76                      |
|                                         | Nueva Santa Cruz                             | Socialismo Santacruceño           | Romeli Andrea Caminos              | 1.012                      | 26,51                      | 3.818                      | 34,56                      |
| Encuentro Ciudadano                     | Nueva Santa Cruz                             | Susana Graciela Campos            | 748                                | 19,59                      |                            | 3.818                      | 34,56                      |
| Honestidad y Gestión Truncadense        | Nueva Santa Cruz                             | Hilda Isabel Nahuin               | 748                                | 19,59                      |                            | 3.818                      | 34,56                      |
| Sumá tu Voz                             | Nueva Santa Cruz                             | Juan Alfredo Bertolaza            | 422                                | 11,05                      |                            | 3.818                      | 34,56                      |
| Sol para Todos                          | Nueva Santa Cruz                             | Ubaldo Raúl Leguizamón            | 322                                | 8,43                       |                            | 3.818                      | 34,56                      |
| Fe y Compromiso Social                  | Nueva Santa Cruz                             | Mabel Margarita Erazo             | 228                                | 5,97                       |                            | 3.818                      | 34,56                      |
| Consenso Pico Truncado                  | Nueva Santa Cruz                             | Claudia Esther Paillaguala        | 217                                | 5,68                       |                            | 3.818                      | 34,56                      |
| Defensores del Cambio Pico Truncado     | Nueva Santa Cruz                             | Flavia Andrea Casarini            | 121                                | 3,17                       |                            | 3.818                      | 34,56                      |
|                                         | Santa Cruz Somos Todos                       | Unidos por Truncado               | Orlando Oscar Ruiz                 | 142                        | 45,51                      | 312                        | 2,82                       |
| Truncado Proyecta                       | Santa Cruz Somos Todos                       | Juan Salvador Derra               | 78                                 | 25,00                      |                            | 312                        | 2,82                       |
| La Federal                              | Santa Cruz Somos Todos                       | Fructuoso Tecay                   | 55                                 | 17,63                      |                            | 312                        | 2,82                       |
| Trabajadores Truncadenses               | Santa Cruz Somos Todos                       | Esteban Bernabé Villa             | 37                                 | 11,86                      |                            | 312                        | 2,82                       |
|                                         | Frente de Izquierda y de Trabajadores-Unidad | —                                 | Daniela María Pérez                | —                          | —                          | 206                        | 1,86                       |
| Votos afirmativos                       | Votos afirmativos                            | Votos afirmativos                 | Votos afirmativos                  | Votos afirmativos          | Votos afirmativos          | 11.049                     | 76,76                      |
| Votos en blanco                         | Votos en blanco                              | Votos en blanco                   | Votos en blanco                    | Votos en blanco            | Votos en blanco            | 3.110                      | 21,60                      |
| Votos nulos                             | Votos nulos                                  | Votos nulos                       | Votos nulos                        | Votos nulos                | Votos nulos                | 236                        | 1,64                       |
| Participación                           | Participación                                | Participación                     | Participación                      | Participación              | Participación              | 14.395                     | 71,54                      |
| Electores registrados                   | Electores registrados                        | Electores registrados             | Electores registrados              | Electores registrados      | Electores registrados      | 20.122                     | 100                        |
| Puerto Deseado 1 Diputado               |                                              |                                   |                                    |                            |                            |                            |                            |
| Lema                                    | Lema                                         | Sublema                           | Candidato                          | Sublema                    | Sublema                    | Lema                       | Lema                       |
| Lema                                    | Lema                                         | Sublema                           | Candidato                          | Votos                      | %                          | Votos                      | %                          |
|                                         | Frente de Todos                              | Frente de la Esperanza            | Carlos Alcides Santi               | 2.304                      | 60,44                      | 3.812                      | 54,11                      |
| Nace una Esperanza Deseadense           | Frente de Todos                              | Sergio Roberto Viotti             | 1.139                              | 29,88                      |                            | 3.812                      | 54,11                      |
| Primero Santa Cruz                      | Frente de Todos                              | Edgardo Gustavo Donato            | 158                                | 4,14                       |                            | 3.812                      | 54,11                      |
| Partido de la Victoria                  | Frente de Todos                              | Daniel Beatriz Mamani             | 131                                | 3,44                       |                            | 3.812                      | 54,11                      |
| Somos Energía para Renovar Santa Cruz   | Frente de Todos                              | Andrés Humberto Haro              | 80                                 | 2,10                       |                            | 3.812                      | 54,11                      |
|                                         | Nueva Santa Cruz                             | Juntos Podemos                    | Juan Raúl Martínez                 | 1.067                      | 44,76                      | 2.384                      | 33,84                      |
| Moveremos Santa Cruz                    | Nueva Santa Cruz                             | Ana María Games                   | 501                                | 21,02                      |                            | 2.384                      | 33,84                      |
| Un Nuevo Deseado Avanza                 | Nueva Santa Cruz                             | Marcelo Fabián Hommar             | 361                                | 15,14                      |                            | 2.384                      | 33,84                      |
| Defensores del Cambio Puerto Deseado    | Nueva Santa Cruz                             | Arístides Roberto Sergio Córdoba  | 170                                | 7,13                       |                            | 2.384                      | 33,84                      |
| Alternativa Federal Puerto Deseado      | Nueva Santa Cruz                             | Juvenal Abdón Díaz                | 144                                | 6,04                       |                            | 2.384                      | 33,84                      |
| Consenso Puerto Deseado                 | Nueva Santa Cruz                             | Julio César Millaldeo             | 141                                | 5,91                       |                            | 2.384                      | 33,84                      |
|                                         | Santa Cruz Somos Todos                       | Vamos Deseado                     | Luis Alberto Ampuero               | —                          | —                          | 678                        | 9,62                       |
|                                         | Frente de Izquierda y de Trabajadores-Unidad | —                                 | Damián Alfredo Nesprias            | —                          | —                          | 171                        | 2,43                       |
| Votos afirmativos                       | Votos afirmativos                            | Votos afirmativos                 | Votos afirmativos                  | Votos afirmativos          | Votos afirmativos          | 7.045                      | 85,77                      |
| Votos en blanco                         | Votos en blanco                              | Votos en blanco                   | Votos en blanco                    | Votos en blanco            | Votos en blanco            | 1.005                      | 12,24                      |
| Votos nulos                             | Votos nulos                                  | Votos nulos                       | Votos nulos                        | Votos nulos                | Votos nulos                | 164                        | 2,00                       |
| Participación                           | Participación                                | Participación                     | Participación                      | Participación              | Participación              | 8.214                      | 71,20                      |
| Electores registrados                   | Electores registrados                        | Electores registrados             | Electores registrados              | Electores registrados      | Electores registrados      | 11.536                     | 100                        |
| Puerto San Julián 1 Diputado            |                                              |                                   |                                    |                            |                            |                            |                            |
| Lema                                    | Lema                                         | Sublema                           | Candidato                          | Sublema                    | Sublema                    | Lema                       | Lema                       |
| Lema                                    | Lema                                         | Sublema                           | Candidato                          | Votos                      | %                          | Votos                      | %                          |
|                                         | Frente de Todos                              | Entre Todos Puerto San Julián     | Nicolás Constantino Michudis       | 1.387                      | 44,99                      | 3.083                      | 55,17                      |
| Nueva Referencia                        | Frente de Todos                              | Nelson Daniel Gleadell            | 830                                | 26,92                      |                            | 3.083                      | 55,17                      |
| Somos Energía para Renovar Santa Cruz   | Frente de Todos                              | Juan Carlos Berasaluce            | 313                                | 10,15                      |                            | 3.083                      | 55,17                      |
| Compromiso y Renovación                 | Frente de Todos                              | Eduardo B. D. Blanco              | 281                                | 9,11                       |                            | 3.083                      | 55,17                      |
| Unidad Sanjulianense                    | Frente de Todos                              | Juan Manuel Pereyra               | 272                                | 8,82                       |                            | 3.083                      | 55,17                      |
|                                         | Nueva Santa Cruz                             | Presente con Futuro               | Mario Piero Boffi                  | 1.567                      | 75,12                      | 2.086                      | 37,33                      |
| Proyectando Futuro                      | Nueva Santa Cruz                             | Omar Antonio Salazar              | 260                                | 12,46                      |                            | 2.086                      | 37,33                      |
| Defensores del Cambio Puerto San Julián | Nueva Santa Cruz                             | Conrado Salas                     | 82                                 | 3,93                       |                            | 2.086                      | 37,33                      |
| Sumá tu Voz                             | Nueva Santa Cruz                             | Dora Mirta Etasne                 | 71                                 | 3,40                       |                            | 2.086                      | 37,33                      |
| Consenso San Julián                     | Nueva Santa Cruz                             | David Iván Harrington             | 57                                 | 2,73                       |                            | 2.086                      | 37,33                      |
| Avanzar                                 | Nueva Santa Cruz                             | Celica Marcia Gómez               | 49                                 | 2,35                       |                            | 2.086                      | 37,33                      |
|                                         | Santa Cruz Somos Todos                       | Pensando en San Julián            | Emelinda Rodríguez                 | 126                        | 52,28                      | 241                        | 4,31                       |
| San Julián Somos Todos                  | Santa Cruz Somos Todos                       | Héctor Rubén Behm                 | 115                                | 47,72                      |                            | 241                        | 4,31                       |
|                                         | Frente de Izquierda y de Trabajadores-Unidad | —                                 | Emmanuel Pereda                    | —                          | —                          | 178                        | 3,19                       |
| Votos afirmativos                       | Votos afirmativos                            | Votos afirmativos                 | Votos afirmativos                  | Votos afirmativos          | Votos afirmativos          | 5.588                      | 85,85                      |
| Votos en blanco                         | Votos en blanco                              | Votos en blanco                   | Votos en blanco                    | Votos en blanco            | Votos en blanco            | 783                        | 12,03                      |
| Votos nulos                             | Votos nulos                                  | Votos nulos                       | Votos nulos                        | Votos nulos                | Votos nulos                | 138                        | 2,12                       |
| Participación                           | Participación                                | Participación                     | Participación                      | Participación              | Participación              | 6.509                      | 69,42                      |
| Electores registrados                   | Electores registrados                        | Electores registrados             | Electores registrados              | Electores registrados      | Electores registrados      | 9.376                      | 100                        |
| Puerto Santa Cruz 1 Diputado            |                                              |                                   |                                    |                            |                            |                            |                            |
| Lema                                    | Lema                                         | Sublema                           | Candidato                          | Sublema                    | Sublema                    | Lema                       | Lema                       |
| Lema                                    | Lema                                         | Sublema                           | Candidato                          | Votos                      | %                          | Votos                      | %                          |
|                                         | Frente de Todos                              | Renovando Esperanzas              | Leonardo Aníbal Paradis            | 1.134                      | 53,90                      | 2.104                      | 78,27                      |
| Unidos por Santa Cruz                   | Frente de Todos                              | Pedro González                    | 436                                | 20,72                      |                            | 2.104                      | 78,27                      |
| Entre Todos Puerto Santa Cruz           | Frente de Todos                              | Ignacio Ricardo Suárez More       | 344                                | 16,35                      |                            | 2.104                      | 78,27                      |
| Somos Energía para Renovar Santa Cruz   | Frente de Todos                              | Martín J. O. Velázquez            | 190                                | 9,03                       |                            | 2.104                      | 78,27                      |
|                                         | Nueva Santa Cruz                             | Podemos Vivir Mejor               | María Luisa Fernández              | —                          | —                          | 393                        | 14,62                      |
|                                         | Santa Cruz Somos Todos                       | Gestión Integradora Santacruceña  | Mario Antonio Vera                 | 89                         | 57,42                      | 155                        | 5,77                       |
| Trabajo, Compromiso y Lealtad           | Santa Cruz Somos Todos                       | Alejandro Favio Villagrán         | 45                                 | 29,03                      |                            | 155                        | 5,77                       |
| Adelante Santa Cruz                     | Santa Cruz Somos Todos                       | Jorge Fernando Cardozo            | 21                                 | 13,55                      |                            | 155                        | 5,77                       |
|                                         | Frente de Izquierda y de Trabajadores-Unidad | —                                 | Leonardo Blanco                    | —                          | —                          | 36                         | 1,34                       |
| Votos afirmativos                       | Votos afirmativos                            | Votos afirmativos                 | Votos afirmativos                  | Votos afirmativos          | Votos afirmativos          | 2.688                      | 85,77                      |
| Votos en blanco                         | Votos en blanco                              | Votos en blanco                   | Votos en blanco                    | Votos en blanco            | Votos en blanco            | 405                        | 12,92                      |
| Votos nulos                             | Votos nulos                                  | Votos nulos                       | Votos nulos                        | Votos nulos                | Votos nulos                | 41                         | 1,31                       |
| Participación                           | Participación                                | Participación                     | Participación                      | Participación              | Participación              | 3.134                      | 71,86                      |
| Electores registrados                   | Electores registrados                        | Electores registrados             | Electores registrados              | Electores registrados      | Electores registrados      | 4.361                      | 100                        |
| Río Gallegos 1 Diputado                 |                                              |                                   |                                    |                            |                            |                            |                            |
| Lema                                    | Lema                                         | Sublema                           | Candidato                          | Sublema                    | Sublema                    | Lema                       | Lema                       |
| Lema                                    | Lema                                         | Sublema                           | Candidato                          | Votos                      | %                          | Votos                      | %                          |
|                                         | Frente de Todos                              | Construyamos Juntos               | Eloy Dante Echazú                  | 5.315                      | 21,32                      | 24.932                     | 47,61                      |
| Entre Todos Río Gallegos                | Frente de Todos                              | Ignacio Perincioli                | 4.029                              | 16,16                      |                            | 24.932                     | 47,61                      |
| Patria Libre                            | Frente de Todos                              | Pedro Roberto Mansilla            | 2.693                              | 10,80                      |                            | 24.932                     | 47,61                      |
| Energía para el Futuro de Santa Cruz    | Frente de Todos                              | Ariel Omar Varela                 | 2.376                              | 9,53                       |                            | 24.932                     | 47,61                      |
| Río Gallegos Nos Une                    | Frente de Todos                              | Raúl Fernando Melo                | 2.184                              | 8,76                       |                            | 24.932                     | 47,61                      |
| La Fuerza del Futuro                    | Frente de Todos                              | Roberto L. Broselli               | 2.182                              | 8,75                       |                            | 24.932                     | 47,61                      |
| Ciudad Cordial                          | Frente de Todos                              | Claudio C. Silva                  | 1.822                              | 7,31                       |                            | 24.932                     | 47,61                      |
| Siempre a Favor de la Vida              | Frente de Todos                              | Juan Carlos Figueroa              | 1.591                              | 6,38                       |                            | 24.932                     | 47,61                      |
| En Marcha Santa Cruz                    | Frente de Todos                              | Pedro Sebastián Uribe             | 1.450                              | 5,82                       |                            | 24.932                     | 47,61                      |
| Esperanza Río Gallegos                  | Frente de Todos                              | Claudio Ariel Bianco              | 1.290                              | 5,17                       |                            | 24.932                     | 47,61                      |
|                                         | Nueva Santa Cruz                             | Gallegos Merece Estar Mejor       | Pablo Leandro Fadul                | 4.397                      | 20,16                      | 21.811                     | 41,65                      |
| Encuentro Ciudadano                     | Nueva Santa Cruz                             | Daniel Gustavo Busquet            | 3.990                              | 18,29                      |                            | 21.811                     | 41,65                      |
| Generación y Futuro                     | Nueva Santa Cruz                             | Leonardo Roquel                   | 3.491                              | 16,01                      |                            | 21.811                     | 41,65                      |
| Río Gallegos por el Cambio              | Nueva Santa Cruz                             | Daniela Valeria Damico            | 3.466                              | 15,89                      |                            | 21.811                     | 41,65                      |
| Coalición por Río Gallegos              | Nueva Santa Cruz                             | José Luis Janesak                 | 1.174                              | 5,38                       |                            | 21.811                     | 41,65                      |
| Consenso Río Gallegos                   | Nueva Santa Cruz                             | José Adrián Santos                | 857                                | 3,93                       |                            | 21.811                     | 41,65                      |
| Cuento con Vos                          | Nueva Santa Cruz                             | Claudio Fabián Seguel Barria      | 630                                | 2,89                       |                            | 21.811                     | 41,65                      |
| Junto a Vos                             | Nueva Santa Cruz                             | Jorge Walter Trevotich            | 621                                | 2,85                       |                            | 21.811                     | 41,65                      |
| Con Vos                                 | Nueva Santa Cruz                             | Juan José Alvarado                | 583                                | 2,67                       |                            | 21.811                     | 41,65                      |
| Tiempo de Crecer                        | Nueva Santa Cruz                             | Ian Kenneth Schorr                | 502                                | 2,30                       |                            | 21.811                     | 41,65                      |
| Sol para Todos                          | Nueva Santa Cruz                             | Nicolás Daniel Ruiz Mancilla      | 454                                | 2,08                       |                            | 21.811                     | 41,65                      |
| Socialismo Santacruceño                 | Nueva Santa Cruz                             | Florencia Pedemonte               | 404                                | 1,85                       |                            | 21.811                     | 41,65                      |
| Hacemos Falta                           | Nueva Santa Cruz                             | Silvia Ruth D'Andrea              | 365                                | 1,67                       |                            | 21.811                     | 41,65                      |
| Sumá tu Voz                             | Nueva Santa Cruz                             | Javier Eduardo Santo              | 339                                | 1,55                       |                            | 21.811                     | 41,65                      |
| Todos Unidos por Río Gallegos           | Nueva Santa Cruz                             | Gumersindo Javier Barragán        | 295                                | 1,35                       |                            | 21.811                     | 41,65                      |
| Defensores del Cambio Río Gallegos      | Nueva Santa Cruz                             | Mario Eduardo Muro                | 243                                | 1,11                       |                            | 21.811                     | 41,65                      |
|                                         | Santa Cruz Somos Todos                       | Por un Pueblo con Derechos        | José Albertino Chacón Aguilar      | —                          | —                          | 4.390                      | 8,38                       |
|                                         | Frente de Izquierda y de Trabajadores-Unidad | —                                 | Juan M. Valentín                   | —                          | —                          | 1.233                      | 2,35                       |
| Votos afirmativos                       | Votos afirmativos                            | Votos afirmativos                 | Votos afirmativos                  | Votos afirmativos          | Votos afirmativos          | 52.366                     | 82,47                      |
| Votos en blanco                         | Votos en blanco                              | Votos en blanco                   | Votos en blanco                    | Votos en blanco            | Votos en blanco            | 10.045                     | 15,82                      |
| Votos nulos                             | Votos nulos                                  | Votos nulos                       | Votos nulos                        | Votos nulos                | Votos nulos                | 1.085                      | 1,71                       |
| Participación                           | Participación                                | Participación                     | Participación                      | Participación              | Participación              | 63.496                     | 73,06                      |
| Electores registrados                   | Electores registrados                        | Electores registrados             | Electores registrados              | Electores registrados      | Electores registrados      | 86.907                     | 100                        |
| Río Turbio 1 Diputado                   |                                              |                                   |                                    |                            |                            |                            |                            |
| Lema                                    | Lema                                         | Sublema                           | Candidato                          | Sublema                    | Sublema                    | Lema                       | Lema                       |
| Lema                                    | Lema                                         | Sublema                           | Candidato                          | Votos                      | %                          | Votos                      | %                          |
|                                         | Frente de Todos                              | Frente de Unidad                  | Darío Javier Menna                 | 1.260                      | 28,44                      | 4.430                      | 78,12                      |
| Encuentro Generacional                  | Frente de Todos                              | Cristian Adriano Segundo Villagra | 745                                | 16,82                      |                            | 4.430                      | 78,12                      |
| Entre Todos Río Turbio                  | Frente de Todos                              | Carlos Alberto Godoy              | 531                                | 11,99                      |                            | 4.430                      | 78,12                      |
| Esperanza Rioturbiense                  | Frente de Todos                              | Claudio Martín Adolfo             | 551                                | 12,44                      |                            | 4.430                      | 78,12                      |
| La Ciudad que Merecemos                 | Frente de Todos                              | Braiam Lain Varas                 | 517                                | 11,67                      |                            | 4.430                      | 78,12                      |
| Por una Nueva Esperanza                 | Frente de Todos                              | Carlos Guillermo Verón            | 352                                | 7,95                       |                            | 4.430                      | 78,12                      |
| Primero Santa Cruz                      | Frente de Todos                              | Pedro Melecio Díaz                | 265                                | 5,98                       |                            | 4.430                      | 78,12                      |
| Somos Energía para Renovar Santa Cruz   | Frente de Todos                              | Marcos Alejandro Guerrero         | 209                                | 4,72                       |                            | 4.430                      | 78,12                      |
|                                         | Nueva Santa Cruz                             | Nuevo Río Turbio                  | Francisco Brígido Roldán           | 242                        | 26,74                      | 905                        | 15,96                      |
| Con Vos                                 | Nueva Santa Cruz                             | Luis Alberto Mielniczuk           | 204                                | 22,54                      |                            | 905                        | 15,96                      |
| Hay una Esperanza                       | Nueva Santa Cruz                             | Raúl Gustavo Robles               | 181                                | 20,00                      |                            | 905                        | 15,96                      |
| Juntos por Río Turbio                   | Nueva Santa Cruz                             | José Axel Bordón                  | 130                                | 14,36                      |                            | 905                        | 15,96                      |
| Hacemos Falta                           | Nueva Santa Cruz                             | Ramón Antonio González            | 56                                 | 6,19                       |                            | 905                        | 15,96                      |
| Coalición por Turbio                    | Nueva Santa Cruz                             | Marcelo Enrique Álvarez           | 54                                 | 5,97                       |                            | 905                        | 15,96                      |
| Consenso Río Turbio                     | Nueva Santa Cruz                             | Mirella González                  | 19                                 | 2,10                       |                            | 905                        | 15,96                      |
| Sol para Todos                          | Nueva Santa Cruz                             | Enrique Carlos                    | 19                                 | 2,10                       |                            | 905                        | 15,96                      |
|                                         | Santa Cruz Somos Todos                       | Todos por la Cuenca               | Rosana Elizabeth Gómez             | 103                        | 52,82                      | 195                        | 3,44                       |
| Río Turbio Somos Todos                  | Santa Cruz Somos Todos                       | Silvia Mabel Castro               | 92                                 | 47,18                      |                            | 195                        | 3,44                       |
|                                         | Frente de Izquierda y de Trabajadores-Unidad | —                                 | Estela Raquel Escudero             | —                          | —                          | 141                        | 2,49                       |
| Votos afirmativos                       | Votos afirmativos                            | Votos afirmativos                 | Votos afirmativos                  | Votos afirmativos          | Votos afirmativos          | 5.671                      | 85,82                      |
| Votos en blanco                         | Votos en blanco                              | Votos en blanco                   | Votos en blanco                    | Votos en blanco            | Votos en blanco            | 838                        | 12,68                      |
| Votos nulos                             | Votos nulos                                  | Votos nulos                       | Votos nulos                        | Votos nulos                | Votos nulos                | 99                         | 1,50                       |
| Participación                           | Participación                                | Participación                     | Participación                      | Participación              | Participación              | 6.608                      | 70,58                      |
| Electores registrados                   | Electores registrados                        | Electores registrados             | Electores registrados              | Electores registrados      | Electores registrados      | 9.362                      | 100                        |